# Naste
Nella mitologia greca, Naste (greco: Νάστης) era il nome di uno dei capitani alleati dell'esercito troiano, nel corso dei combattimenti svolti nella guerra di Troia. Gli episodi principali di questa guerra vennero raccontati da Omero nell'Iliade.

## Periodo
Le date fornite per la guerra da Eratostene, la collocano all'incirca tra il 1194-1184 a.C.
Gli studiosi moderni che sostengono la storicità della guerra di Troia, sono propensi a datarla alla fine della tarda età del Bronzo, generalmente tra il 1300 e il 1180 a.C., ovvero tra la fine della fase urbanistica di Troia VI e la fine di quella indicata come Troia VIIa. Entrambe le fasi si conclusero con un disastroso incendio
Secondo Barry Strauss, ad esempio, essa può collocarsi luogo in un'epoca compresa tra il 1230 e il 1180 a.C., con una probabile preferenza per l'ultimo trentennio. 
Al 1180 a.C. circa viene datato l'incendio che colpì la città di Troia VIIa e le cui evidenze si devono agli scavi compiuti da Manfred Korfmann negli anni ottanta.

## Il mito
Naste è ricordato nel secondo libro dell'Iliade come condottiero dei Cari e alleato dei Troiani nella guerra di Troia. Egli guidava un esercito di uomini nativi di Mileto, in Asia Minore, originari dunque delle terre bagnate dal fiume Meandro e sovrastate dall'altura di Micale. Figlio di Nomione, Naste schierava le truppe carie assieme al fratello Anfimaco che portò con sé a Troia immense quantità d'oro. Omero non riesce a nascondere il suo risentimento per Anfimaco e interrompe la rassegna solo per rimbrottare il suo attaccamento ai beni, che presto Achille confischerà dopo averlo ucciso e gettato nello Scamandro.
Quinto Smirneo rammenta due giovinetti che s'arruolarono nelle truppe allestite dai comandanti cari, Itimoneo e Agelao, uccisi entrambi da Mege.